# Montauriol, Pyrénées-Orientales
Montauriol là một xã ở tỉnh Pyrénées-Orientales trong vùng Occitanie, phía nam nước Pháp. Xã này nằm ở khu vực có độ cao trung bình 244 mét trên mực nước biển.